# Juliette Charbonneaux
 (mars 2024).
Pour les articles homonymes, voir Charbonneaux.
Juliette Charbonneaux, née le 7 décembre 1985, est une enseignante-chercheuse spécialisée dans la communication connue pour ses travaux sur le journalisme franco-allemand.

## Carrière
Juliette Charbonneaux intègre les classes préparatoires du lycée Henri-IV en 2003, puis obtient à l’Université de Paris-III (Sorbonne-Nouvelle) une bi-licence en allemand et histoire, après un échange avec la Humboldt Universität. Elle entre au CELSA (Sorbonne Université) et y obtient un Master en « Information et communication ». En 2014, elle y obtient un doctorat en soutenant une thèse sur La vie quotidienne du franco-allemand ou l'exercice du pouvoir périodique. Comparaison du Monde et de la Frankfurter Allgemeine Zeitung (1949-2013), sous la direction de Adeline Wrona.
En 2015, elle est élue maitresse de conférences au CELSA (Sorbonne Université), et devient déléguée aux Relations internationales. Elle est responsable des masters en « Communication des entreprises et des institutions, risque » et « Communication des entreprises et des institutions, et corporate ». Elle est membre du Groupe de recherches interdisciplinaires sur les processus d’information et de communication (GRIPIC)[réf. souhaitée].

## Publications
- Juliette Charbonneaux, Les deux corps du Président ou Comment les médias se laissent séduire par le people[4], Paris, Les petits matins, 2015, 120 p. (ISBN 978-2-363-83177-4)
- Juliette Charbonneaux (préf. Adeline Wrona, postface Denis Ruellan), La vie quotidienne du franco-allemand ou L'exercice du pouvoir périodique : comparaison du "Monde" et de la "Frankfurter Allgemeine Zeitung" (1949-2013), Clermont-Ferrand, Institut universitaire Varenne, 2015, 462 p. (ISBN 978-2-37032-055-1)
- Juliette Charbonneaux (dir.), Les grands textes qui ont inspiré l'Europe : Die bedeutendsten Texte, die Europa inspiriert haben, Paris, Les petits matins & Heinrich Böll Stiftung, 2019, 263 p. (ISBN 978-2-36383-258-0)
- Juliette Charbonneaux, L'Europe face à l'épidémie. Comparaisons et sentiments médiatiques, Paris, Les petits matins, 2022, 135 p. (ISBN 978-2363833266)